# Alexander Koller (Historiker)
Alexander Koller (* 12. Dezember 1960 in Regensburg) ist ein deutscher Historiker.

## Leben und Wirken
Nach dem Besuch des humanistischen Gymnasiums der Regensburger Domspatzen studierte Alexander Koller an der Universität München klassische und romanische Philologie sowie Geschichtswissenschaft. Nach einem Aufenthalt in Dijon erlangte er 1989 den Titel eines Magister Artium (M.A.) in lateinischer Philologie. Nach den Staatsexamina in Französisch, Latein und Geschichte wurde er 1993 im Fach Neuere Geschichte mit einer Untersuchung zur frühneuzeitlichen Friedensvermittlung am Beispiel des Friedens von Vossem (1673) zum Dr. phil. promoviert.
Seit 1993 ist Koller am Deutschen Historischen Institut in Rom als Referent für Geschichte der Frühen Neuzeit tätig. 1999 erfolgte die Bestellung zum Stellvertretenden Direktor des DHI Rom durch das Bundesministerium für Bildung und Forschung. Von Mai 2001 bis September 2002 leitete er das Institut als kommissarischer Direktor. Zwischen 1993 und 2018 oblag ihm die Redaktion der Zeitschrift Quellen und Forschungen aus italienischen Archiven und Bibliotheken. 2010 habilitierte er sich im Fach Neuere Geschichte an der Universität Wien mit einer Arbeit zu den Beziehungen zwischen Kaiserhof und römischer Kurie in der Epoche der Konfessionalisierung (1555–1648). Im Sommersemester 2012 hatte er an der Universität Wien eine Gastprofessur inne.

## Auszeichnungen
- 2016 Honorarprofessur an der Universität Leipzig für Geschichte der Frühen Neuzeit (Schwerpunkt Süd- und Südwesteuropa).[1]
- 2019 Ehrenkreuz der Republik Österreich für Wissenschaft und Kunst 1. Klasse.[2]

## Schriften
- Die Vermittlung des Friedens von Vossem (1673) durch den jülich-bergischen Vizekanzler Stratmann, Münster 1995.
- Imperator und Pontifex. Forschungen zum Verhältnis von Kaiserhof und römischer Kurie im Zeitalter der Konfessionalisierung (1555–1648), Münster 2012.
- als Herausgeber: Kurie und Politik, Tübingen 1998.
- als Herausgeber mit Richard Bösel, Grete Klingenstein: Kaiserhof – Papsthof (16.–18. Jahrhundert), Wien 2006.
- als Herausgeber: Die Außenbeziehungen der römischen Kurie unter Paul V. Borghese (1605–1621), Tübingen 2008.
- Nuntiaturberichte aus Deutschland, III. Abteilung: 1572–1585, 9. Bd.: Nuntiaturen des Giovanni Delfino und des Bartolomeo Portia (1577–1578), Tübingen 2003.
- Nuntiaturberichte aus Deutschland, III. Abteilung: 1572–1585, 10. Bd.: Nuntiaturen des Orazio Malaspina und des Ottavio Santacroce. Interim des Cesare Dell’Arena (1578–1581), Berlin 2012.
- als Herausgeber mit Irene Fosi: Papato e impero nel Pontificato di Urbano VIII (1623–1644), Città del Vaticano 2013.
- als Herausgeber mit Susanne Kubersky-Piredda: Identità e rappresentazione. Le chiese nazionali a Roma 1450–1650, Roma 2016.
- als Herausgeber mit Rubén González Cuerva: A Europe of Courts, a Europe of Factions. Political Groups at Early Modern Centres of Power (1550–1700), Leiden 2017.